# Polyalthia angustissima
Espèce
Statut de conservation UICN

 DD  : Données insuffisantes
Polyalthia angustissima est une espèce de plantes à fleurs de la famille des Annonaceae. C'est un arbre trouvé en Malaisie, à Singapour et possiblement au Vietnam.

## Publication originale
- Journal of the Straits Branch of the Royal Asiatic Society 54: 11. 1910.